# Penta-di-Casinca
Penta-di-Casinca (kors. A Penta di Casinca) – miejscowość i gmina we Francji, w regionie Korsyka, w departamencie Górna Korsyka.
Według danych na rok 1990 gminę zamieszkiwało 1917 osób, a gęstość zaludnienia wynosiła 103 osoby/km².